# Кримська організація НСПУ
|  | Службовий список статей, створений для координації робіт з розвитку теми. Це попередження не встановлюється на інформаційні списки і глосарії. |

Кримська організація НСПУ

## Історія
Створена в червні 1946 року. Її засновником і першим керівником був П. Павленко. Біля витоків створення органвзації перебували С. Сергєєв-Ценський, В. Вихор, Р. Вуль, Є. Поповкін, В. Суботін, І. Козлов, М. Бірюков та ін.
2003 року чимала група кримських письменників набула членства у лавах НСПУ.

## Голова
- Павленко Петро Андрійович
- Поповкін Євген Юхимович
- Нехода Іван Іванович
- Глушко Марія Василівна
- Малін Олексій Карлович
- Домбровський Анатолій Іванович
- Бушняк Володимир Степанович

## Члени
1. Абрамов Едуард Михайлович з 06.05.2003
2. Агарков Андрій Леонідович з 06.05.2003
3. Азар'єв Олег Геннадійович з 06.05.2003
4. Антонова Алевтина Костянтинівна з 15.04.1987
5. Анфімова Вікторія з 15.02.2012
6. Афанасьєва Лариса Анатоліївна з 06.05.2003
7. Бабушкін Борис Майович з 06.05.2003
8. Бартошин Віктор Степанович з 29.05.1987
9. Бекирова Зера Бавадинівна з 19.05.2011
10. Бодикін Гарольд Михайлович з 17.04.1989
11. Бурмистрова Ніна Михайлівна з 06.05.2003
12. Бушняк Володимир Степанович з 17.04.1989
13. Виноградов Віктор Євгенович з 17.05.1994
14. Вишняк Михайло Якович з 27.05.2002
15. Волков Олександр Павлович (письменник) з 06.05.2003
16. Воронін Валерій Володимирович з 06.05.2003
17. Вороніна Тетяна Андріївна з 06.06.2003
18. Голубєва Ольга Володимирович з 06.05.2003
19. Горбань Володимир Іванович з 06.05.2003
20. Грановська Галина Іллівна з 06.05.2003
21. Грановський Олекс.Володимирович з 06.05.2003
22. Гребенюк Павло Миколайович з 06.05.2003
23. Гуменюк Віктор Іванович з 27.09.1990
24. Гусельникова Людмила Феоктистівна з 06.05.2003
25. Домбровський Віктор Олександрович з 06.05.2003
26. Д’яченко Тамара Митрофанівна з 31.10.1994
27. Емірова Адиле Мем. з 06.05.2003
28. Єгіазаров В’ячеслав Фараонович з 06.05.2003
29. Єфанов Леонід Олександрович з 06.05.2003
30. Желватих Володим.Вікторович з 06.05.2003
31. Зенченко Анна Іванівна з 06.05.2003
32. Золотокрильцева Ольга Вадимівна з 6.05.2003
33. Іванова Ольга Олексіївна з 6.05.2003
34. Казанцев Геннадій Трифонович з 06.05.2006
35. Казарін Володимир Павлович з 06.05.2003
36. Кілеса В’ячеслав Володимирович з 06.05.2003
37. Козєєва Інна Іванівна з 06.05.2003
38. Коломієць Микола Іванович з 12.11.1998
39. Корнієнко Тетяна Геннадіївна з 06.05.2003
40. Кочерга Світлана Олексіївна з 09.12.1997
41. Крупняков Сергій Аркадійович з 06.05.2003
42. Латанський Валерій Григорович з 10.11.1995
43. Левенко Валерій Якович з 06.05.2003
44. Леонов Сергій Петрович з 06.05.2003
45. Ложко В’ячеслав Федорович з 06.05.2003
46. Маковецький Василь Якович з 04.12.1968
47. Малишко Олександр Васильович з 06.05.2003
48. Мамбетов Білял з 22.03.1978
49. Масалов Анатолій Кирилович з 27.05.2002
50. Маслєннікова Олена з 15.02.2012
51. Матвеєва Марина Станіславівна з 30.06.2005
52. Мельников Володимир Анатолійович з 06.05.2003
53. Мемішев Рашид з 26.06.1991
54. Негода Валентин Іванович з 17.05.1994
55. Никифоров Евген Геннадійович з 06.05.2003
56. Новикова Марина Олексіївна з 27.03.1984
57. Овчаренко Сергій Георгійович з 06.05.2003
58. Огурцова Лідія Вікторівна з 06.05.2003
59. Османов Ділявер Ібраімович з 25.06.2008
60. Печаткіна Галина Олександрівна з 06.05.2003
61. Півень Людмила Михайлівна з 06.06.2003
62. Пономаренко Єва Мартиянівна з 29.05.2006
63. Проценко Володимир Миколайович з 04.06.2009
64. Сербін Олександр Миколайович з 06.05.2003
65. Сивельникова Любов Іллівна з 06.05.2003
66. Синиця Дмитро Анатолійович з 06.05.2003
67. Сірченко Валентина Іванівна з 06.06.2003
68. Славич-Приступа Станіслав Кононович з 20.01.1970
69. Славін Наум Абрамович з 29.04.1974
70. Сніцар Катерина Михайлівна з 06.05.2003
71. Сорокін Володимир Іванович (письменник) з 06.05.2003
72. Сотникова Ірина Вікторівна з 06.05.2003
73. Степанов Федір Федорович (письменник) з 29.09.1994
74. Стоянов Анатолій Павлович з 06.05.2003
75. Трибушной Олександр Денисович з 06.05.2003
76. Угулава Едуард Сергійович з 30.06.2005
77. Умеров Ескендер Ганійович з 06.05.2003
78. Фатеєв Леонтій Олександрович з 06.05.2003
79. Федосєєв Олексан.Миколайович з 06.05.2003
80. Фесенко Віталій Федорович з 06.05.2003
81. Фрісман Катерина Петрівна з 06.05.2003
82. Фролов Костянт.Юрійович з 06.05.2003
83. Фролова-Малишева Валентина Сергіївна з 29.12.1967
84. Чичкіна Тетяна Сергіївна з 06.05.2003
85. Шавшин Володимир Георгійович з 06.05.2003
86. Шерешев В'ячеслав Іванович
87. Шершньова Людмила Степанівна з 11.01.1988
88. Шукурджієв Самад. Веліш. з 14.05.1992
89. Ярко Микола Миколайович з 06.05.2003

Вибули:
1. Асанин Ідрис Асанович, з 28.09.1999, помер 06.08.2007
2. Басиров Валерій Магафурович, з 1990, виключений 2014
3. Вартаньян Володимир Емануїлович, з 21.11.2000, помер 10.05.07
4. Вітюк Дмитро Макарович, з 09.12.1997, помер 19.09.2002
5. Гук В'ячеслав Анатолійович, з 02.09.2003, переїхав у Київ
6. Загорулько Олександр Кимович з 06.05.2003, помер 31.07.2011
7. Інгеров Віктор Володимирович, з 06.05.2003, помер 25.04.2007
8. Кобзев Микола Олексійович, з 06.05.2003, помер 24.03.08
9. Кононенко Данило Андрійович з 14.12.1979, помер 15.01.2015
10. Кулик Олександр Павлович, з 01.12.1987, помер 17.09.2010
11. Меліков Георгій Олександрович з 06.05.2003, помер 26.06.2014
12. Мигунова Маргарита Георгіївна з 09.06.1955, померла 01.12.2014
13. Нагаєв Сафтер, з 20.12.1982, помер 02.07.2009
14. Никоненко Леонід Максимович з 31.05.1985, помер 24.03.2016
15. Новикова Маріанна Іванівна з 11.02.1960, померла 2007
16. Паші Ібрагім Куртемирович, з 24.07.1980, помер  12.06.2008
17. П'ятков Григорій Гнатович, з 09.12.1957, помер  26.03.2011
18. Селімов Шакир Селімович, з 15.07.1982, помер ?11.2008
19. Тарасенко Микола Федорович з 11.11.1960, помер 26.07.2017
20. Тарасов Валерій Дмитрович, помер 01.03.2013
21. Терехов Володимир Павлович з 09.12.1974, помер 30.08.2016
22. Умеров Ервін Османович, з 17.02.1978, помер 24.02.2007
23. Ягупова Світлана Володимирівна з 09.04.1980, померла 26.05.2015